# العلاقات الفلبينية السنغافورية
العلاقات الفلبينية السنغافورية هي العلاقات الثنائية التي تجمع بين الفلبين وسنغافورة.

## مقارنة بين البلدين
هذه مقارنة عامة ومرجعية للدولتين:
| وجه المقارنة                                              | الفلبين                       | سنغافورة                                                             |
| --------------------------------------------------------- | ----------------------------- | -------------------------------------------------------------------- |
| المساحة (كم2)                                             | 343.45 ألف                    | 719                                                                  |
| عدد السكان (نسمة)                                         | 104.92 مليون                  | 5.89 مليون                                                           |
| الكثافة السكانية (ن./كم²)                                 | 305.49                        | 819.19 ألف                                                           |
| العاصمة                                                   | مانيلا                        | سنغافورة                                                             |
| اللغة الرسمية                                             | اللغة الفلبينية، لغة إنجليزية | لغة إنجليزية، اللغة الملايو، اللغة الصينية القياسية، اللغة التاميلية |
| العملة                                                    | بيسو فلبيني                   | دولار سنغافوري                                                       |
| الناتج المحلي الإجمالي (بليون دولار)                      | 313.60 مليار                  | 323.91 مليار                                                         |
| الناتج المحلي الإجمالي (تعادل القوة الشرائية) بليون دولار | 743.90 مليار                  | 472.59 مليار                                                         |
| الناتج المحلي الإجمالي الاسمي للفرد دولار أمريكي          | 2.90 ألف                      | 52.89 ألف                                                            |
| الناتج المحلي الإجمالي للفرد دولار أمريكي                 | 7.39 ألف                      | 82.76 ألف                                                            |
| مؤشر التنمية البشرية                                      | 0.668                         | 0.925                                                                |
| رمز المكالمات الدولي                                      | +63                           | +65                                                                  |
| رمز الإنترنت                                              | .ph                           | .sg                                                                  |
| المنطقة الزمنية                                           | توقيت الفلبين                 | ت ع م+08:00، توقيت سنغافورة المنسق ‏                                  |

## منظمات دولية مشتركة
يشترك البلدان في عضوية مجموعة من المنظمات الدولية، منها:
| علم المنظمة | اسم المنظمة                                      | تاريخ انضمام الفلبين | تاريخ انضمام سنغافورة |
| ----------- | ------------------------------------------------ | -------------------- | --------------------- |
|             | بنك التنمية الآسيوي                              | 1966                 | 1966                  |
|             | وكالة ضمان الاستثمار متعدد الأطراف               | 8 فبراير 1994        | 24 فبراير 1998        |
|             | الأمم المتحدة                                    | 24 أكتوبر 1945       | 21 سبتمبر 1965        |
|             | منظمة حظر الأسلحة الكيميائية                     | ?                    | ?                     |
|             | أسيان                                            | 8 أغسطس 1967         | 8 أغسطس 1967          |
|             | منظمة التجارة العالمية                           | 1995                 | ?                     |
|             | منظمة الشرطة الجنائية الدولية                    | ?                    | ?                     |
|             | مؤسسة التنمية الدولية                            | 28 أكتوبر 1960       | 27 سبتمبر 2002        |
|             | يونسكو                                           | 21 نوفمبر 1946       | 8 أكتوبر 2007         |
|             | الاتحاد البريدي العالمي                          | ?                    | ?                     |
|             | البنك الدولي للإنشاء والتعمير                    | 27 ديسمبر 1945       | 3 أغسطس 1966          |
|             | منتدى آسيان الإقليمي ‏                            | ?                    | ?                     |
|             | المنظمة الهيدروغرافية الدولية                    | ?                    | ?                     |
|             | الاتحاد الدولي للاتصالات                         | 25 مايو 1912         | 22 أكتوبر 1965        |
|             | مؤسسة التمويل الدولية                            | 12 أغسطس 1957        | 4 سبتمبر 1968         |
|             | المركز الدولي لتسوية المنازعات الاستشارية        | 17 ديسمبر 1978       | 13 نوفمبر 1968        |
|             | منتدى التعاون الاقتصادي لدول آسيا والمحيط الهادئ | 6 نوفمبر 1989        | 6 نوفمبر 1989         |

## وصلات خارجية
- موقع وزارة الخارجية الفلبينية
- موقع وزارة الخارجية السنغافورية